# فلور بادنبرگ
فلور بادنبرگ (آلمانی: Felor Badenberg)، زادهٔ ۱۳۵۴ (با نام ایرانی فلور حقیقی نیت) در تهران، یک حقوقدان آلمانی ایرانی تبار است. او در تاریخ ۱۵ ژوئن ۲۰۲۲ بعنوان معاون اداره فدرال نگهبانی از قانون اساسی (سازمان امنیت داخلی آلمان) منصوب شد. او از ژوئن ۲۰۲۰، رئیس بخش نظارت بر فعالیت‌های «راست افراطی و تروریسم» آن اداره بود.
بادنبرگ در اوایل سال ۲۰۲۳ استعفا داد و در ماه آوریل ۲۰۲۳ به عنوان «وزیر دادگستری و حمایت از مصرف کننده» در ایالت برلین در کابینه «کای واگنر»، از حزب CDU اتحادیه دموکرات مسیحی آلمان منصوب شد. بادنبرگ عضو هیچ کدام از احزاب آلمان نیست. (در ایالت برلین سناتور دادگستری و... گفته میشود)

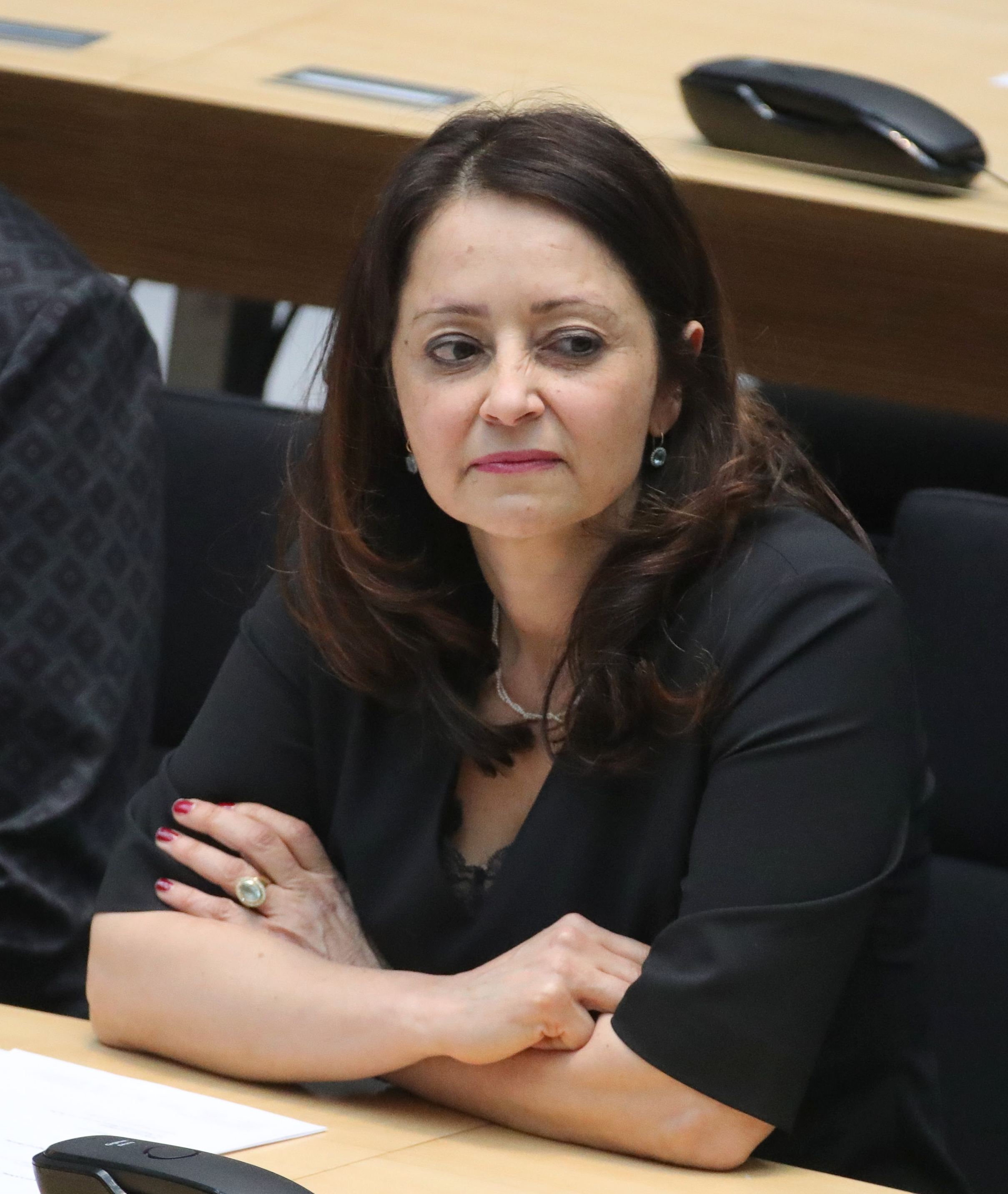
فلور بادنبرگ

## زندگی
فلور بادنبرگ در دوازده سالگی به همراه پدر و مادرش از ایران به شهر کلن آمد. او علاوه بر آلمانی به فارسی نیز صحبت می‌کند. در سال ۱۹۹۷ او تحصیل در رشته حقوق را در دانشگاه کلن آغاز کرد و اولین آزمون دولتی رشته حقوق را در سال ۲۰۰۲ با موفقیت گذراند و سپس دوره دکترای خود را در همان دانشگاه با موضوع «حق فرزند بر آگاهی از والدین حقیقی خود، با در نظر گرفتن مشکل "قانون تولد ناشناس"» در سال ۲۰۰۶ به پایان رساند. بادنبرگ از سال ۲۰۰۴ تا ۲۰۰۶ کارآموزی حقوقی خود را در دادگاه عالی منطقه فرمانداری کلن به پایان رساند.
بادنبرگ در سال ۲۰۰۶ توسط سازمان امنیت داخلی آلمان به عنوان مشاور در بخش افراط گرایی مرتبط با خارجی‌ها استخدام شد. در سال ۲۰۱۱، بادنبرگ رئیس بخش منابع انسانی (کارگزینی) در بخش خدمات مرکزی بود. بادنبرگ مدتی مسئول ارتباطات دفتر مدیر کل با مجلس آلمان و دولت فدرال بود… پس از اینکه او چند سال رئیس یکی از بخش‌های ضد جاسوسی بود، بعنوان اولین مدیر بخش نوبنیاد دفاع سایبری در سال ۲۰۱۹ منصوب شد. بادنبرگ از ژانویه ۲۰۲۰ رئیس بخش «افراط گرایی راست» بود. در ۱۵ ژوئن ۲۰۲۲، بادنبرگ بعنوان اولین زن به مقام معاون رئیس سازمان امنیت داخلی آلمان منصوب شد. (معاون دیگر این سازمان سینان سلن Sinan Selen ترک تبار است)

## تحقیقات در مورد حزب دست راستی «آلترناتیو برای آلمان»
تحقیقات بادنبرگ بر روی گزارشی در مورد حزب دست راستی افراطی آلترناتیو برای آلمان (AfD) منجر به طبقه‌بندی این حزب به عنوان یک مورد مظنون به «افراط گرایی راست» شد، که می‌بایستی تحت نظارت و کنترل سازمان امنیت باشد. پس از شکایت AfD در دیوان عدالت اداری فرمانداری کلن، علیه سازمان امنیت، قضات در مارس ۲۰۲۱ به این نتیجه رسیده و حکم دادند که ارزیابی این سازمان در مورد AfD بر اساس یک دیدگاه کلی غیرقابل اعتراض است.

## سفر غیرمجاز به ایران
هفته نامه خبری فوکوس در تاریخ ۸ ژوییه ۲۰۲۲ گزارشی منتشر کرد مبنی بر اینکه فلور بادنبرگ در هفته‌های گذشته به ایران سفر کرده، ضمنی که سفر خصوصی خدمه این سازمان به روسیه، چین، سوریه، کوبا، ایران و چندین کشور دیگر، طبق قوانین داخلی سازمان امنیت آلمان اکیداً ممنوع است. مدیر کل سازمان امنیت آلمان در جواب هفته نامه خبری فوکوس گفته‌است که ایشان ۵ سال پیش بخاطر مسائل خانوادگی، با مجوز ویژه، یک بار ایران سفر کرده. ولی هفته نامه خبری در جواب می‌نویسد که تحقیقات ما دقیق بوده‌اند و گزارش ما معتبر باقی می‌ماند. هفته نامه خبری فوکوس در تاریخ ۱۵ ژوییه ۲۰۲۲ نوشت،‌ با اینکه چند منبع خبری مستقل داشته ولی ادعای خود را مبنی بر سفر دوم فلور بادنبرگ به ایران را پس میگیرد.